# یوسوکه اومی
یوسوکه اومی (به انگلیسی: Yusuke Omi) بازیکن فوتبال اهل ژاپن و عضو تیم ملی فوتبال ژاپن است که در تاریخ ۰۴ اوت ۱۹۷۰ میلادی اولین بازی ملی‌اش را انجام داد. او در ۵ بازی ملی حضور داشت و آخرین بازی ملی خود را در تاریخ ۱۶ دسامبر ۱۹۷۰ میلادی انجام داد. یوسوکه اومی در بازی‌های ملی‌اش
۱ گل به ثمر رساند.